# Amber Neben
Amber Neben (Irvine, Califórnia; 18 de fevereiro de 1975) é uma ciclista estadounidense. Ganhou em duas ocasiões a contrarrelógio do Campeonato Mundial de Ciclismo em Estrada nos anos 2008 e 2016.
Assim mesmo, Neben tem ganhado em duas ocasiões La Route de France nas edições de 2007 e 2016, e em 2006 e 2015 ficou em segundo lugar, superada pela dinamarquesa Linda Villumsen e a italiana Elisa Longo Borghini, respectivamente.

## Palmarés
| - 2001 - 1 etapa da Women's Challenge - 2.ª no Campeonato dos Estados Unidos em Estrada - 2002 - 2.ª no Campeonato dos Estados Unidos Contrarrelógio - 2.ª no Campeonato dos Estados Unidos em Estrada - 2003 - 3.ª no Campeonato dos Estados Unidos Contrarrelógio - Campeonato dos Estados Unidos em Estrada - Tour do Grande Montreal - 2004 - Tour de Gila, mais 2 etapas - 2.ª no Campeonato dos Estados Unidos Contrarrelógio - 2005 - Tour de l'Aude , mais 1 etapa - 2.ª no Campeonato dos Estados Unidos Contrarrelógio - 2006 - Redlands Bicycle Classic, mais 2 etapas - Tour de l'Aude - Campeonato Panamericano Contrarrelógio - 2.ª no Campeonato dos Estados Unidos Contrarrelógio - 3.º no Campeonato dos Estados Unidos em Estrada - 2007 - Redlands Bicycle Classic, mais 1 etapa - 2.ª no Campeonato dos Estados Unidos Contrarrelógio - 3.º no Campeonato dos Estados Unidos em Estrada - La Route de France, mais 1 etapa - 2008 - 2.ª no Giro de Itália Feminino - Tour Cycliste Féminin International de l'Ardèche - Campeonato Mundial Contrarrelógio - 2009 - 1 etapa da Redlands Bicycle Classic - 1 etapa da Gracia-Orlová - 1 etapa do Tour de l'Aude - 1 etapa do Giro de Itália Feminino | - 2010 - 1 etapa do Tour da Nova Zelândia - 2.ª no Campeonato Panamericano Contrarrelógio - 1 etapa da Redlands Bicycle Classic - 2.ª no Campeonato dos Estados Unidos Contrarrelógio - Memorial Davide Fardelli - 2011 - Grande Prêmio Stad Roeselare - 3.ª no Campeonato Panamericano Contrarrelógio - 2.ª no Campeonato dos Estados Unidos Contrarrelógio - Chrono des Nations - 2012 - Campeonato Panamericano Contrarrelógio - 2 etapa da Volta El Salvador - 1 etapa do Exergy Tour - Campeonato dos Estados Unidos Contrarrelógio - Chrono des Nations - 2015 - 3.ª no Campeonato dos Estados Unidos Contrarrelógio - 2016 - 2.ª no Campeonato dos Estados Unidos Contrarrelógio - Chrono Gatineau - La Route de France, mais 2 etapas - Campeonato Mundial Contrarrelógio - 2017 - Campeonato dos Estados Unidos Contrarrelógio - Campeonato dos Estados Unidos em Estrada - 2018 - Campeonato Panamericano Contrarrelógio - Chrono Gatineau - Campeonato dos Estados Unidos Contrarrelógio - Chrono Kristin Armstrong - 2019 - 2.ª no Campeonato Panamericano Contrarrelógio - Chrono Gatineau - Campeonato dos Estados Unidos Contrarrelógio |